# Lei francesa sobre a separação das Igrejas e do Estado (1905)
A lei francesa de 1905 sobre a separação das Igrejas e do Estado (em francês: Loi du 9 décembre 1905 concernant la séparation des Églises et de l'État) foi aprovada pela Câmara dos Deputados em 3 de julho de 1905. Promulgada durante a Terceira República, estabeleceu a laicidade estatal na França. A França era então governada pelo Bloc des gauches (Coligação de Esquerda), liderado por Émile Combes. A lei baseava-se em três princípios: a neutralidade do Estado, a liberdade de exercício religioso e os poderes públicos relacionados à igreja. Essa lei é vista como a espinha dorsal do princípio francês da laicidade (secularismo). No entanto, não é aplicável na Alsácia e na Mosela, que faziam parte da Alemanha quando foi promulgada.
Vale ressaltar que a França já havia estabelecido a liberdade religiosa em 1795, durante o período do Diretório, medida que foi revertida por Napoleão Bonaparte em 1801.